# Ken Parker (spisak i redosled originalnih epizoda)
Ken Parker je strip serijal koji je izlazio u Italiji u periodu 1977-2015. U bivšoj Jugoslaviji je izlazio u Lunov magnus stripu u periodu 1978-1989, a kasnije je objavljivan u Srbiji u periodu 2003-2007. u izdanju System Comicsa. Ovde je dat spisak svih epizoda prema redosledu kako je strip objavljivan premijerno u Italiji.
Najvažniji razlog za originalni redosled jeste što je LMS (iz nepoznatnih razloga) preskočio nekoliko epizoda, a jednu nije nikada objavio. Epizode 18. Santa Fe Ekspres i 20. Oružje i prevara objavljene su u LMS tek naknadno, posle 59. epizode (1989 godine), dok 23. epizoda Kraljica Misurija nikada nije objavljena u LMS. U Srbiji su sve epizode po originalnom redosledu objavljene tek počev od 2017. godine, kada je ceo serijal počeo da reprizira izdavačka kuća Darkwood.

## Problemi s numeracijom epizoda
Konroverze oko numeracije epizoda nisu u potunosti razrešene. Do 62. epizode postoji saglasnost, dok se nakon te epizode mogu naći nekoliko različitih numeracija. Konfuziju je stvorila sveska Uzdah i san u kojoj se nalazi nekoliko kraćih priča. Neke liste uzimaju celu tu svesku kao posebnu epizodu, dok drugi spiskovi smatrau da je svaka od tih priča posebna epizoda.

## Razlike u naslovima epizoda
Za vreme dok je objavljivan u Lunov magnus stripu, mnogim epizodama je potpuno promenjen naslov, pa su mnoge epizode postale poznate po tim promenjenim naslovima. Recimo, naslov 7. epizode Vrelo nebo Meksika je preveden kao Tiranin iz Montane, a 9. epizoda Kitolovci kao Ajkule (iako se ajkule uopšte ne pojavljuju u epizodi), 16. epizoda Nemilosrdni Buč prevedena je kao Zavera Komanča itd. Kako je vreme odmicalo, redakcija Dnevnika je manje menjala naslove, dok se redakcija System Comicsa striktno držala prevoda originalnih naslova.

## Spisak i redosled originalnih epizoda
Napomena: Naslovi epizoda su prevodi sa originalnih italijanskih izdanja. Negde se ne poklapaju sa prevodom na srpsko-hrvatski jezik na kome su prvi put objavljene u bivšoj Jugoslaviji.

### 1977
1. Duga Puška
2. Minetown
3. Prava gospoda
4. Ubistvo u Vašingtonu
5. Čemako (onaj koji se ne seća)
6. Krvave zvezde
7. Vrelo nebo Meksika

### 1978
8. Velika pljačka u San Francisku
9. Kitolovci
10. Bele zemlje
11. Narod ljudi
12. Balada o Pat O Šejn
13. Uzavreli grad
14. Ranchero!
15. Ljudi, stoka i junaci
16. Nemilosrdni Buč
17. Duga, krvava staza

### 1979
18. Santa Fe Ekspres
19. Suvišan
20. Priča o oružju i prevarama
21. Božji sud
22. Dan kada je gorela Čatanuga
23. Kraljica Misurija
24. Gore, u Montani
25. Lovčeva Lili

### 1980
26. Crvenokožac
27. Bilo jednom
28. Slučaj Olivera Prajsa
29. Veličanstveni revolveraš
30. Dome, slatki dome
31. Sveta brda
32. Legenda o generalu
33. Milady
34. Vitezovi severa
35. Staza divova

### 1981
36. Pravo i krivo
37. Hronika
38. Pesnik
39. Stara mržnja
40. Apač
41. Dame sumnjiva morala
42. Sedam zlatnih gradova
43. Na dva koraka do raja
44. Na putu za Jumu

### 1982
45. Kočitova skvo
46. Adah
47. Istina
48. Divlja rasa
49. Reke krvi
50. Priče o vojnicima
51. Iduća stanica: Stokton
52. Naikin bes
53. Pioniri

### 1983
54. Boston
55. Pljačka u ulici Redžinald
56. Priča o nakitu i prevarama

### 1984
57. Plaćenik
58. Štrajk
59. Donovanovi dečaci

### 1985
60. Normin princ
61. Gde umiru titani
62. Ledeni dah
63. Uzdah i san

### 1992
64. Bela tišina
65. Časovi očaja

### 1993
66. Večita lutalica
67. Velika predstava
68. Naleti straha
69. Melez
70. Legenda o Kenisaku
71. Krvavi lov

### 1994
71. Priča jednog čoveka
73. Hapšenje
74. Kraj Crnog Medveda
75. Nepouzdan

### 1995
76. Zemlja heroja
77. Žig Mekkormakovih
78. Van vremena
79. Slike
80. Dašak slobode

### 1996
81. Donaverov karavan
82. Osuđenici

### 1997
83. U vreme Poni Ekspresa
84. Avanture Tedi Parkera

### 1998
85. Bakarno lice

### 2013
86. Božićna pesma

### 2015
87. Kamo jutro pružilo se